# Contea di Edgecombe
La contea di Edgecombe, in inglese Edgecombe County, è una contea dello Stato della Carolina del Nord, negli Stati Uniti. La popolazione al censimento del 2000 era di 55 606 abitanti. Il capoluogo di contea è Tarboro.

## Storia
La contea di Edgecombe fu costituita nel 1741.